# Frank Black and the Catholics (album)
Frank Black and the Catholics è il primo album in studio del gruppo musicale Frank Black and the Catholics, pubblicato nel 1998.

## Tracce
Testi e musiche di Frank Black, eccetto dove indicato.
1. All My Ghosts – 3:32
2. Back to Rome – 3:25
3. Do You Feel Bad About It? – 2:07
4. Dog Gone – 3:00
5. I Gotta Move – 3:37
6. I Need Peace – 5:12
7. King & Queen of Siam – 2:51
8. Six-Sixty-Six – 3:03 (Larry Norman)
9. Solid Gold – 4:18
10. Steak 'n' Sabre – 3:47
11. Suffering – 2:58
12. The Man Who Was Too Loud – 3:31

## Formazione
- Frank Black – voce, chitarra
- Scott Boutier – batteria
- David McCaffery – basso, voce
- Lyle Workman – chitarra